# Glasbult
Glasbulten (Crystallogobius linearis) är en fisk i familjen smörbultar. Den kallas också glasstubb.

## Utseende
Fisken har en ofärgad, genomskinlig kropp. Hanen har två ryggfenor, varav den främsta är hög och kort, med endast två taggstrålar. Motsvarande fena saknas hos honan och är ersatt av två små knoppar. Den bakre ryggfenan är lägre, längre och försedd med mjukstrålar hos båda könen. De båda bukfenorna är sammanvuxna och bildar en sugskiva hos hanen; honan saknar bukfenor. Hanen har huggtänder, som blir kraftigare under leken. Glasbulten blir upp till 5 cm lång för hanen, 4 centimeter för honan. 

## Utbredning
Medelhavet och östra Atlanten från södra Biscayabukten norrut till norra Norge. Finns runt Brittiska öarna, går in i Skagerack, Kattegatt och Öresund. 

## Vanor
Glasbulten är en havslevande fisk som lever i stim på upp till 400 meters djup. Födan utgörs av zooplankton. Den är pelagisk men håller sig ganska nära bottnen. Livslängd drygt 1 år.

## Fortplantning
Glasbulten leker under vår till sommar på sandbotten. Honan lägger upp till 3000 ägg i ett tomt borstmaskrör. Efteråt vaktar hanen äggen, som kläcks efter 1 till 2 veckor. Honan dör direkt efter leken, hanen när äggen är kläckta.